# Kühlenthal
Kühlenthal est une commune allemande de Bavière située dans l'arrondissement d'Augsbourg et le district de Souabe.

## Géographie

Situation de Kühlenthal dans l'arrondissement d'Augsbourg

Kühlenthal est située sur la rive gauche de la Schmutter, à 3,5 km au nord-ouest de Meitingen et à 223,5 km au nord d'Augsbourg. La commune se trouve à la limite avec l'arrondissement de Dillingen et fait partie de la communauté d'administration de Nordendorf.
Communes limitrophes (en commençant par le nord et dans le sens des aiguilles d'une montre) : Ehingen, Nordendorf, Westendorf, Meitingen et Wertingen.

## Histoire
En 1245, le château de Kühlenthal était le siège d'une seigneurie locale. Susana, veuve de Sifrids von Kühlenthal, vend le village en 1361 à l'évêque d'Augsbourg Marquard de Randeck. Il restera dans la possession de l'évêché d'Augsbourg jusqu'à la sécularisation de 1803.
Le village intègre le royaume de Bavière en 1806 à l'occasion du Recès d'Empire.

## Démographie
| 1840 | 1871 | 1900 | 1925 | 1939 | 1950 | 1961 | 1970 | 1987 |
| ---- | ---- | ---- | ---- | ---- | ---- | ---- | ---- | ---- |
| 265  | 256  | 262  | 267  | 243  | 414  | 319  | 400  | 613  |

| 2000 | 2005 | 2009 | - | - | - | - | - | - |
| ---- | ---- | ---- | - | - | - | - | - | - |
| 770  | 810  | 843  | - | - | - | - | - | - |